# Rio São Mateus (vattendrag i Brasilien, Goiás)
Rio São Mateus är ett vattendrag i Brasilien.   Det ligger i delstaten Goiás, i den östra delen av landet, 250 km nordost om huvudstaden Brasília.
Omgivningarna runt Rio São Mateus är huvudsakligen savann. Runt Rio São Mateus är det mycket glesbefolkat, med 4 invånare per kvadratkilometer.